# Список країн світу

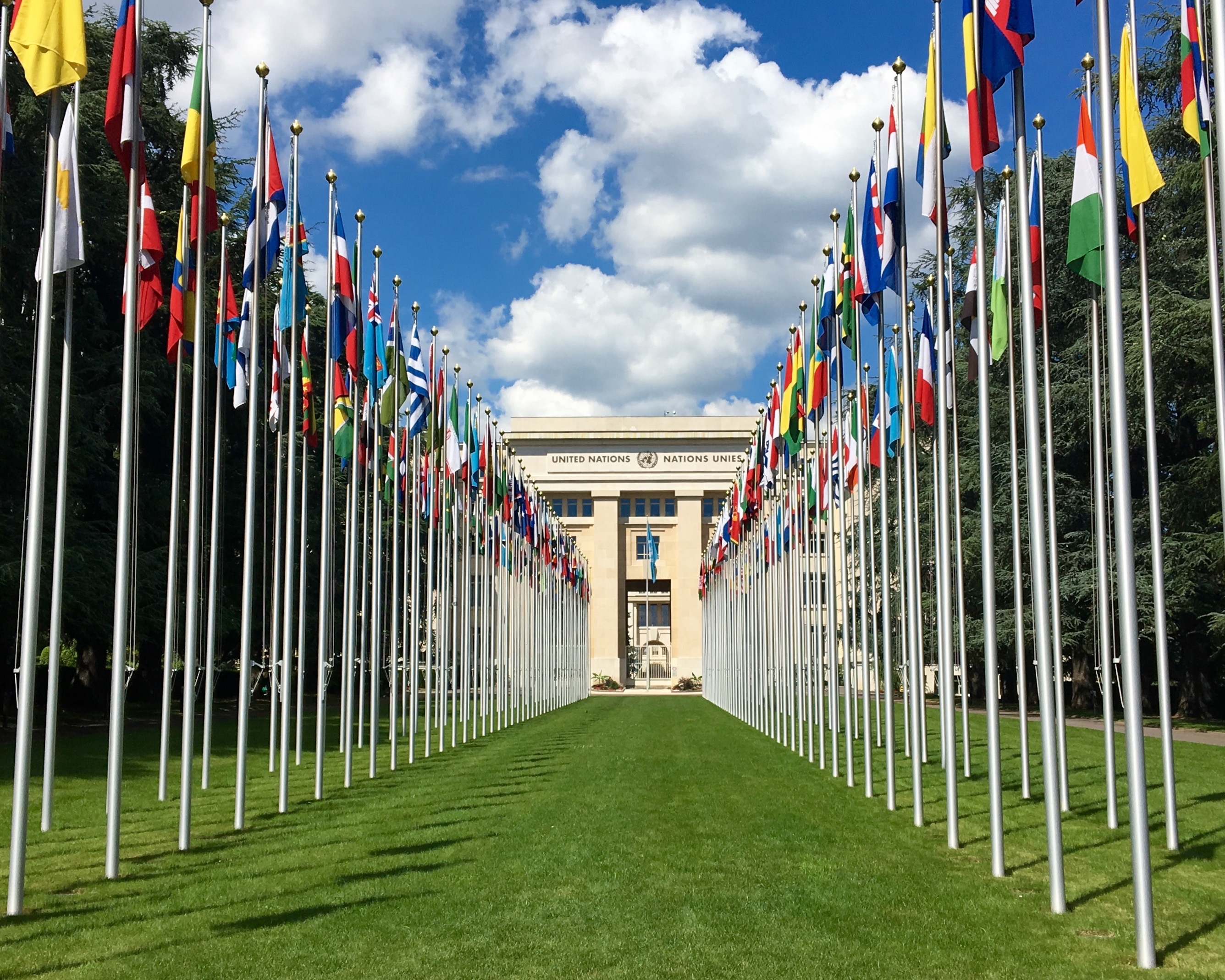
Алея національних прапорів перед Палацом Націй у Женеві, Швейцарія

У списку в алфавітному порядку подано міжнародно визнані незалежні суверенні держави-члени ООН, країни з обмеженим визнанням, залежні країни і території, самоврядні країни з невизначеним міжнародним статусом. У стовпцях таблиці подано ряд назв країни — стислу і повну офіційну українською, англійською та офіційними мовами країни; головні країнознавчі характеристики — столичне місто, площу території, чисельність і густоту населення, мініатюри національних прапорів і державних гербів з гіперпосиланнями на відповідні статті про них, три і дволітерні коди країни за стандартами ISO; національні інтернет-домени.

## Ознаки державності
У світі немає обов’язкового для всіх членів спільноти націй визначення критеріїв державності, але загальноприйняті ознаки та вимоги застосовуються.
Головним міжнародно-правовим стандартом державності є декларативна теорія державності, яка була кодифікована Конвенцією Монтевідео 1933 року. Конвенція визначає державу як суб'єкт міжнародного права, якщо вона «володіє такими вимогами: (a) постійне населення; (b) визначена територія; (c) уряд; і (d) здатність вступати у взаємини з іншими державами», якщо вона не була «отримана силою, незалежно від того, чи полягає це у застосуванні зброї, у погрозах дипломатичним представництвам або будь-якому іншому ефективному примусовому заході».
Існують суперечки щодо того, до якої міри визнання, має бути залучено як критерій державності. Декларативна теорія державності стверджує, що державність є суто об’єктивною ознакою, і визнання певної держави іншими державами не має значення. З іншого боку, конститутивна теорія державності визначає державу як учасника правовідносин згідно з міжнародним правом, лише в тому разі, якщо вона визнається як суверенна, іншими державами. До списку країн світу внесено всі державні утворення, які вважають себе суверенними державами (через декларацію про незалежність чи іншим способом), а також ті які:
- часто розглядаються як такі, що задовольняють декларативну теорію державності, або
- визнані як суверенна держава принаймні однією державою-членом ООН.

Можна зауважити, що в деяких випадках існує розбіжність у думках щодо тлумачення першого пункту, і питання про те, чи задовольняє його суб’єкт, є суперечливим. Особливі політичні утворення, які не відповідають класифікації суверенної держави, вважаються протодержавами.

## Незалежні держави
Нижче представлений алфавітний список незалежних держав світу, серед яких:
- 193 держави-члени ООН.
- Ватикан (Святий престол) — держава-місто, спостерігач ООН, визнається його державами-членами.
- Держави з обмеженим визнанням (позначено курсивом)
  - Палестинська держава — держава спостерігач ООН, визнана переважною більшістю інших держав світу, де-факто перебуває в процесі державної розбудови, являє собою 2 територіально роз'єднані та самокеровані частково автономні утворення (сектор Газа і Західний берег річки Йордан) під контролем Ізраїлю (Україна визнає право палестинського народу на створення власної держави згідно із відповідними резолюціями ООН).
  - Західна Сахара — країна, майбутнє якої визначене низкою резолюцій ООН та понад 70 державами світу, більшість території якої окуповано Марокко (Україна виступає за право народу Західної Сахари на політичне самовизначення згідно відповідних резолюцій ООН).
  - Косово — не член ООН, але офіційно визнана переважною більшістю держав світу (Україна вважає Косово невід'ємною частиною Сербії).
  - Тайвань — суверенна держава, колишній постійний член Ради Безпеки ООН (1945—1971), визнана де-факто багатьма державами світу, але абсолютною більшістю держав не визнана де-юре (Україна вважає територію Тайваню невід'ємною частиною Китайської Народної Республіки).

Легенда
 — сортування не завжди дотримується алфавітного порядку слів в назві країни. Наприклад, Південна Корея і Північна Корея будуть в списку на літеру «К».
Колірним кодом у першій комірці зазначено форму державного правління:
| - парламентська республіка - парламентсько-президентська республіка - президентська республіка - президентсько-парламентська республіка - однопартійна система у декларативних парламентських республіках | - абсолютна монархія - конституційна монархія - парламентська монархія - військові диктатури, перехідні й тимчасові уряди, країни в стані громадянської війни |

|  | Назва Повна офіційна                                                        | Столиця                   | Площа (км²) | Населення (осіб, 2017 рік) | Густота (осіб/км²) | Прапор                           | Герб | ISO-3 | ISO-2   | Домен     | Назва англійською                                  | Оригінальна назва                                                         |
|  | --------------------------------------------------------------------------- | ------------------------- | ----------- | -------------------------- | ------------------ | -------------------------------- | ---- | ----- | ------- | --------- | -------------------------------------------------- | ------------------------------------------------------------------------- |
|  | Австралія Австралійський Союз                                               | Канберра                  | 7 741 220   | 24 500 000                 | 3,2                | Австралія                        |      | AUS   | AU      | .au       | Australia                                          | англ. Australia                                                           |
|  | Австрія Республіка Австрія                                                  | Відень                    | 83 871      | 8 800 000                  | 104,9              | Австрія                          |      | AUT   | AT      | .at       | Austria                                            | нім. Österreich                                                           |
|  | Азербайджан Республіка Азербайджан                                          | Баку                      | 86 600      | 9 900 000                  | 114,3              | Азербайджан                      |      | AZE   | AZ      | .az       | Azerbaijan                                         | азерб. Azǝrbaycan                                                         |
|  | Албанія Республіка Албанія                                                  | Тирана                    | 28 748      | 2 900 000                  | 100,9              | Албанія                          |      | ALB   | AL      | .al       | Albania                                            | алб. Shqipëria                                                            |
|  | Алжир Алжирська Народна Демократична Республіка                             | Алжир                     | 2 381 741   | 42 200 000                 | 17,7               | Алжир                            |      | DZA   | DZ      | .dz       | Algeria                                            | араб. الجزائر, берб. ⴷⵣⴰⵢⴻⵔ                                               |
|  | Ангола Республіка Ангола                                                    | Луанда                    | 1 246 700   | 28 600 000                 | 22,9               | Ангола                           |      | AGO   | AO      | .ao       | Angola                                             | порт. Angola                                                              |
|  | Андорра Князівство Андорра                                                  | Андорра-ла-Велья          | 468         | 80 000                     | 181,6              | Андорра                          |      | AND   | AD      | .ad       | Andorra                                            | кат. Andorra                                                              |
|  | Антигуа і Барбуда                                                           | Сент-Джонс                | 443         | 100 000                    | 225,7              | Антигуа і Барбуда                |      | ATG   | AG      | .ag       | Antigua and Barbuda                                | англ. Antigua and Barbuda                                                 |
|  | Аргентина Аргентинська Республіка                                           | Буенос-Айрес              | 2 780 400   | 44 300 000                 | 15,9               | Аргентина                        |      | ARG   | AR      | .ar       | Argentina                                          | ісп. Argentina                                                            |
|  | Афганістан Ісламська Республіка Афганістан                                  | Кабул                     | 652 230     | 35 500 000                 | 54,4               | Афганістан                       |      | AFG   | AF      | .af       | Afghanistan                                        | пушту і дарі افغانستان                                                    |
|  | Багамські Острови Співдружність Багамських Островів                         | Нассау                    | 13 880      | 400 000                    | 28,8               | Багамські Острови                |      | BHS   | BS      | .bs       | Bahamas                                            | англ. Bahamas                                                             |
|  | Бангладеш Народна Республіка Бангладеш                                      | Дакка                     | 143 998     | 164 700 000                | 1143,8             | Бангладеш                        |      | BGD   | BD      | .bd       | Bangladesh                                         | бенг. বাংলাদেশ                                                                |
|  | Барбадос                                                                    | Бриджтаун                 | 430         | 300 000                    | 697,7              | Барбадос                         |      | BRB   | BB      | .bb       | Barbados                                           | англ. Barbados                                                            |
|  | Бахрейн Королівство Бахрейн                                                 | Манама                    | 760         | 1 500 000                  | 1973,7             | Бахрейн                          |      | BHR   | BH      | .bh       | Bahrain                                            | араб. الْبَحْرَيْن                                                             |
|  | Беліз                                                                       | Бельмопан                 | 22 966      | 400 000                    | 17,4               | Беліз                            |      | BLZ   | BZ      | .bz       | Belize                                             | англ. Belize                                                              |
|  | Бельгія Королівство Бельгія                                                 | Брюссель                  | 30 528      | 11 200 000                 | 366,9              | Бельгія                          |      | BEL   | BE      | .be       | Belgium                                            | нід. België, фр. Belgique, нім. Belgien                                   |
|  | Бенін Республіка Бенін                                                      | Порто-Ново                | 112 622     | 11 200 000                 | 99,4               | Бенін                            |      | BEN   | BJ      | .bj       | Benin                                              | фр. Bénin                                                                 |
|  | Білорусь Республіка Білорусь                                                | Мінськ                    | 207 600     | 9 500 000                  | 45,8               | Білорусь                         |      | BLR   | BY      | .by       | Belarus                                            | біл. і рос. Беларусь                                                      |
|  | Болгарія Республіка Болгарія                                                | Софія                     | 110 879     | 7 100 000                  | 64                 | Болгарія                         |      | BGR   | BG      | .bg       | Bulgaria                                           | болг. България                                                            |
|  | Болівія Багатонаціональна держава Болівія                                   | Сукре                     | 1 098 581   | 11 100 000                 | 10,1               | Болівія                          |      | BOL   | BO      | .bo       | Bolivia                                            | ісп. Bolivia                                                              |
|  | Боснія і Герцеговина Республіка Боснія і Герцеговина                        | Сараєво                   | 51 197      | 3 500 000                  | 68,4               | Боснія і Герцеговина             |      | BIH   | BA      | .ba       | Bosnia and Herzegovina                             | босн. і хорв. Bosna i Hercegovina, серб. Босна и Херцеговина              |
|  | Ботсвана Республіка Ботсвана                                                | Габороне                  | 581 730     | 2 300 000                  | 4                  | Ботсвана                         |      | BWA   | BW      | .bw       | Botswana                                           | англ. Botswana                                                            |
|  | Бразилія Федеративна Республіка Бразилія                                    | Бразиліа                  | 8 514 877   | 207 900 000                | 24,4               | Бразилія                         |      | BRA   | BR      | .br       | Brazil                                             | порт. Brasil                                                              |
|  | Бруней Бруней-Даруссалам                                                    | Бандар-Сері-Бегаван       | 5765        | 400 000                    | 69,4               | Бруней                           |      | BRN   | BN      | .bn       | Brunei Darussalam                                  | малай. Negara Brunei Darussalam, англ. Brunei Darussalam                  |
|  | Буркіна-Фасо                                                                | Уагадугу                  | 274 200     | 19 600 000                 | 71,5               | Буркіна-Фасо                     |      | BFA   | BF      | .bf       | Burkina Faso                                       | фр. Burkina Faso                                                          |
|  | Бурунді Республіка Бурунді                                                  | Гітега                    | 27 830      | 10 400 000                 | 409,6              | Бурунді                          |      | BDI   | BI      | .bi       | Burundi                                            | кір. Uburundi, фр. і англ. Burundi                                        |
|  | Бутан Королівство Бутан                                                     | Тхімпху                   | 38 394      | 800 000                    | 20,8               | Бутан                            |      | BTN   | BT      | .bt       | Bhutan                                             | дзонґ-ке འབྲུག་ཡུལ                                                           |
|  | Вануату Республіка Вануату                                                  | Порт-Віла                 | 12 189      | 300 000                    | 24,6               | Вануату                          |      | VUT   | VU      | .vu       | Vanuatu                                            | бісл., англ. і фр. Vanuatu                                                |
|  | Ватикан Ватикан, Святий престол                                             | Місто-держава             | 0,44        | 829                        | 1884,1             | Ватикан                          |      | VAT   | VA      | .va       | Vatican City                                       | лат. Status Civitatis Vaticanæ, італ. Stato della Città del Vaticano      |
|  | Велика Британія Сполучене Королівство Великої Британії і Північної Ірландії | Лондон                    | 243 610     | 66 200 000                 | 271,7              | Велика Британія                  |      | GBR   | GB (UK) | .uk (.gb) | United Kingdom                                     | англ. United Kingdom                                                      |
|  | Венесуела Боліварська Республіка Венесуела                                  | Каракас                   | 912 050     | 31 400 000                 | 34,4               | Венесуела                        |      | VEN   | VE      | .ve       | Venezuela                                          | ісп. Venezuela                                                            |
|  | В'єтнам Соціалістична Республіка В'єтнам                                    | Ханой                     | 331 210     | 93 700 000                 | 282,9              | В'єтнам                          |      | VNM   | VN      | .vn       | Vietnam                                            | в'єт. Việt Nam                                                            |
|  | Вірменія Республіка Вірменія                                                | Єреван                    | 29 743      | 3 000 000                  | 100,9              | Вірменія                         |      | ARM   | AM      | .am       | Armenia                                            | вірм. Հայաստան                                                            |
|  | Габон Габонська Республіка                                                  | Лібревіль                 | 267 667     | 2 000 000                  | 7,5                | Габон                            |      | GAB   | GA      | .ga       | Gabon                                              | фр. Gabon                                                                 |
|  | Гаїті Республіка Гаїті                                                      | Порт-о-Пренс              | 27 750      | 10 600 000                 | 382                | Гаїті                            |      | HTI   | HT      | .ht       | Haiti                                              | фр. Haïti, гаїт. креол. Ayiti                                             |
|  | Гамбія Республіка Гамбія                                                    | Банжул                    | 11 295      | 2 100 000                  | 185,9              | Гамбія                           |      | GMB   | GM      | .gm       | The Gambia                                         | англ. The Gambia                                                          |
|  | Гана Республіка Гана                                                        | Аккра                     | 238 533     | 28 800 000                 | 120,7              | Гана                             |      | GHA   | GH      | .gh       | Ghana                                              | англ. Ghana                                                               |
|  | Гаяна Кооперативна Республіка Гаяна                                         | Джорджтаун                | 214 969     | 800 000                    | 3,7                | Гаяна                            |      | GUY   | GY      | .gy       | Guyana                                             | англ. Guyana                                                              |
|  | Гватемала Республіка Гватемала                                              | Гватемала                 | 108 889     | 16 900 000                 | 155,2              | Гватемала                        |      | GTM   | GT      | .gt       | Guatemala                                          | ісп. Guatemala                                                            |
|  | Гвінея Республіка Гвінея                                                    | Конакрі                   | 245 857     | 11 500 000                 | 46,8               | Гвінея                           |      | GIN   | GN      | .gn       | Guinea                                             | фр. Guinée                                                                |
|  | Гвінея-Бісау Республіка Гвінея-Бісау                                        | Бісау                     | 36 125      | 1 900 000                  | 52,6               | Гвінея-Бісау                     |      | GNB   | GW      | .gw       | Guinea-Bissau                                      | порт. Guiné-Bissau                                                        |
|  | Гондурас Республіка Гондурас                                                | Тегусігальпа              | 112 090     | 8 900 000                  | 79,4               | Гондурас                         |      | HND   | HN      | .hn       | Honduras                                           | ісп. Honduras                                                             |
|  | Гренада                                                                     | Сент-Джорджес             | 344         | 108 000                    | 314                | Гренада                          |      | GRD   | GD      | .gd       | Grenada                                            | англ. Grenada                                                             |
|  | Греція Грецька Республіка                                                   | Афіни                     | 131 957     | 10 700 000                 | 81,1               | Греція                           |      | GRC   | GR      | .gr       | Greece                                             | грец. Ελλάδα                                                              |
|  | Грузія                                                                      | Тбілісі                   | 69 700      | 3 900 000                  | 56                 | Грузія                           |      | GEO   | GE      | .ge       | Georgia                                            | груз. საქართველო                                                          |
|  | Данія Королівство Данія                                                     | Копенгаген                | 43 094      | 5 749 000                  | 128,0              | Данія                            |      | DNK   | DK      | .dk       | Denmark                                            | дан. Danmark                                                              |
|  | Джибуті Республіка Джибуті                                                  | Джибуті                   | 23 200      | 1 000 000                  | 43,1               | Джибуті                          |      | DJI   | DJ      | .dj       | Djibouti                                           | араб. جيبوتي, фр. Djibouti                                                |
|  | Домініка Співдружність Домініки                                             | Розо                      | 751         | 73 000                     | 97,2               | Домініка                         |      | DMA   | DM      | .dm       | Dominica                                           | англ. Dominica                                                            |
|  | Домініканська Республіка                                                    | Санто-Домінго             | 48 670      | 10 700 000                 | 219,8              | Домініканська Республіка         |      | DOM   | DO      | .do       | Dominican Republic                                 | ісп. República Dominicana                                                 |
|  | Еквадор Республіка Еквадор                                                  | Кіто                      | 283 561     | 16 800 000                 | 59,2               | Еквадор                          |      | ECU   | EC      | .ec       | Ecuador                                            | ісп. Ecuador                                                              |
|  | Екваторіальна Гвінея Республіка Екваторіальна Гвінея                        | Малабо                    | 28 051      | 1 300 000                  | 46,3               | Екваторіальна Гвінея             |      | GNQ   | GQ      | .gq       | Equatorial Guinea                                  | ісп. Guinea Ecuatorial, фр. Guinée équatoriale, порт. Guiné Equatorial    |
|  | Еритрея Держава Еритрея                                                     | Асмера                    | 117 600     | 5 900 000                  | 50,2               | Еритрея                          |      | ERI   | ER      | .er       | Eritrea                                            | тигр. ኤርትራ, араб. إرتريا                                                  |
|  | Естонія Естонська Республіка                                                | Таллінн                   | 45 228      | 1 300 000                  | 28,7               | Естонія                          |      | EST   | EE      | .ee       | Estonia                                            | ест. Eesti                                                                |
|  | Есватіні Королівство Есватіні                                               | Мбабане                   | 17 364      | 1 400 000                  | 80,6               | Есватіні                         |      | SWZ   | SZ      | .sz       | Eswatini                                           | англ. Eswatini, сваті eSwatini                                            |
|  | Ефіопія Федеративна Демократична Республіка Ефіопія                         | Аддис-Абеба               | 1 104 300   | 105 000 000                | 95,1               | Ефіопія                          |      | ETH   | ET      | .et       | Ethiopia                                           | амх. і тигр. ኢትዮጵያ, оромо Itoophiyaa, сом. Itoobiya, афар. Itiyoppiya     |
|  | Єгипет Арабська Республіка Єгипет                                           | Каїр                      | 1 001 450   | 93 400 000                 | 93,3               | Єгипет                           |      | EGY   | EG      | .eg       | Egypt                                              | араб. مصر                                                                 |
|  | Ємен Республіка Ємен                                                        | Сана                      | 527 968     | 28 300 000                 | 53,6               | Ємен                             |      | YEM   | YE      | .ye       | Yemen                                              | араб. اليمن                                                               |
|  | Замбія Республіка Замбія                                                    | Лусака                    | 752 618     | 16 400 000                 | 21,8               | Замбія                           |      | ZMB   | ZM      | .zm       | Zambia                                             | англ. Zambia                                                              |
|  | Західна Сахара Сахарська Арабська Демократична Республіка (САДР)            | Ель-Аюн                   | 266 000     | 600 000                    | 2,3                | Західна Сахара                   |      | ESH   | EH      | .eh       | Western Sahara                                     | араб. الصحراء الغربية, ісп. Sáhara Occidental                             |
|  | Зімбабве Республіка Зімбабве                                                | Хараре                    | 390 757     | 16 600 000                 | 42,5               | Зімбабве                         |      | ZWE   | ZW      | .zw       | Zimbabwe                                           | англ. Zimbabwe, (14 інших мов)                                            |
|  | Ізраїль Держава Ізраїль                                                     | Єрусалим                  | 22 380      | 8 600 000                  | 384,3              | Ізраїль                          |      | ISR   | IL      | .il       | Israel                                             | івр. יִשְׂרָאֵל, араб. إسرائيل‎                                                 |
|  | Індія Республіка Індія                                                      | Нью-Делі                  | 3 287 263   | 1,3526×109                 | 411,5              | Індія                            |      | IND   | IN      | .in       | India                                              | англ. India, гінді भारत                                                    |
|  | Індонезія Республіка Індонезія                                              | Джакарта                  | 1 904 569   | 264 000 000                | 138,6              | Індонезія                        |      | IDN   | ID      | .id       | Indonesia                                          | індонез. Indonesia                                                        |
|  | Ірак Республіка Ірак                                                        | Багдад                    | 438 317     | 39 200 000                 | 89,4               | Ірак                             |      | IRQ   | IQ      | .iq       | Iraq                                               | араб. عراق, курд. عێراق                                                   |
|  | Іран Ісламська Республіка Іран                                              | Тегеран                   | 1 648 195   | 80 600 000                 | 48,9               | Іран                             |      | IRN   | IR      | .ir       | Iran                                               | перс. ایران                                                               |
|  | Ірландія                                                                    | Дублін                    | 70 273      | 4 800 000                  | 68,3               | Ірландія                         |      | IRL   | IE      | .ie       | Ireland                                            | ірл. Éire, англ. Ireland                                                  |
|  | Ісландія Республіка Ісландія                                                | Рейк'явік                 | 103 000     | 350 000                    | 3,4                | Ісландія                         |      | ISL   | IS      | .is       | Iceland                                            | ісл. Ísland                                                               |
|  | Іспанія Королівство Іспанія                                                 | Мадрид                    | 505 370     | 46 600 000                 | 92,2               | Іспанія                          |      | ESP   | ES      | .es       | Spain                                              | ісп. España                                                               |
|  | Італія Італійська Республіка                                                | Рим                       | 301 340     | 60 500 000                 | 200,8              | Італія                           |      | ITA   | IT      | .it       | Italy                                              | італ. Italia                                                              |
|  | Йорданія Йорданське Хашимітське Королівство                                 | Амман                     | 89 342      | 9 700 000                  | 108,6              | Йорданія                         |      | JOR   | JO      | .jo       | Jordan                                             | араб. الأردن                                                              |
|  | Кабо-Верде Республіка Кабо-Верде                                            | Прая                      | 4033        | 517 000                    | 128,2              | Кабо-Верде                       |      | CPV   | CV      | .cv       | Cape Verde                                         | порт. Cabo Verde                                                          |
|  | Казахстан Республіка Казахстан                                              | Астана                    | 2 724 900   | 18 000 000                 | 6,6                | Казахстан                        |      | KAZ   | KZ      | .kz       | Kazakhstan                                         | каз. Qazaqstan, Қазақстан                                                 |
|  | Камбоджа Королівство Камбоджа                                               | Пномпень                  | 181 035     | 15 900 000                 | 87,8               | Камбоджа                         |      | KHM   | KH      | .kh       | Cambodia                                           | кхмер. កម្ពុជា                                                               |
|  | Камерун Республіка Камерун                                                  | Яунде                     | 475 440     | 25 000 000                 | 52,6               | Камерун                          |      | CMR   | CM      | .cm       | Cameroon                                           | фр. Cameroun, англ. Cameroon                                              |
|  | Канада                                                                      | Оттава                    | 9 984 670   | 36 700 000                 | 3,7                | Канада                           |      | CAN   | CA      | .ca       | Canada                                             | англ. і фр. Canada                                                        |
|  | Катар Держава Катар                                                         | Доха                      | 11 586      | 2 700 000                  | 233                | Катар                            |      | QAT   | QA      | .qa       | Qatar                                              | араб. قطر                                                                 |
|  | Кенія Республіка Кенія                                                      | Найробі                   | 580 367     | 49 700 000                 | 85,6               | Кенія                            |      | KEN   | KE      | .ke       | Kenya                                              | англ. і суах. Kenya                                                       |
|  | Киргизстан Киргизька Республіка                                             | Бішкек                    | 199 951     | 6 200 000                  | 31                 | Киргизстан                       |      | KGZ   | KG      | .kg       | Kyrgyzstan                                         | кирг. Кыргызстан, рос. Кыргызстан                                         |
|  | Китай Китайська Народна Республіка (КНР)                                    | Пекін                     | 9 598 100   | 1,3948×109                 | 144,5              | КНР                              |      | CHN   | CN      | .cn       | China                                              | кит.: 中国                                                                |
|  | Кіпр Республіка Кіпр                                                        | Нікосія                   | 9251        | 1 200 000                  | 129,7              | Кіпр                             |      | CYP   | CY      | .cy       | Cyprus                                             | грец. Κύπρος, тур. Kıbrıs                                                 |
|  | Кірибаті Республіка Кірибаті                                                | Тарава                    | 811         | 100 000                    | 123,3              | Кірибаті                         |      | KIR   | KI      | .ki       | Kiribati                                           | англ. Kiribati, кір. Kiribati                                             |
|  | Колумбія Республіка Колумбія                                                | Богота                    | 1 138 910   | 49 300 000                 | 43,3               | Колумбія                         |      | COL   | CO      | .co       | Colombia                                           | ісп. Colombia                                                             |
|  | Коморські Острови Союз Коморських Островів                                  | Мороні                    | 2235        | 800 000                    | 357,9              | Коморські Острови                |      | COM   | KM      | .km       | Comoros                                            | ком. Komori, араб. جزر القمر, фр. Comores                                 |
|  | ДР Конго Демократична Республіка Конго                                      | Кіншаса                   | 2 344 858   | 81 500 000                 | 34,8               | ДР Конго                         |      | COD   | CD      | .cd       | Democratic Republic of the Congo                   | фр. République Démocratique du Congo                                      |
|  | Республіка Конго                                                            | Браззавіль                | 342 000     | 5 000 000                  | 14,6               | Республіка Конго                 |      | COG   | CG      | .cg       | Republic of Congo                                  | фр. République du Congo                                                   |
|  | Південна Корея Республіка Корея                                             | Сеул                      | 99 720      | 51 400 000                 | 515,4              | Південна Корея                   |      | KOR   | KR      | .kr       | Republic of Korea, South Korea                     | кор. 조선, 朝鮮                                                           |
|  | Північна Корея Корейська Народно-Демократична Республіка (КНДР)             | Пхеньян                   | 120 538     | 25 500 000                 | 211,6              | Північна Корея                   |      | PRK   | KP      | .kp       | Democratic People's Republic of Korea, North Korea | кор. 한국, 韓國                                                           |
|  | Косово Республіка Косово                                                    | Приштина                  | 10 887      | 1 800 000                  | 165,3              | Косово                           |      | XXK   | XK      |           | Kosovo                                             | алб. Kosova, серб. Kosovo / Косово                                        |
|  | Коста-Рика Республіка Коста-Рика                                            | Сан-Хосе                  | 51 100      | 4 900 000                  | 95,9               | Коста-Рика                       |      | CRI   | CR      | .cr       | Costa Rica                                         | ісп. Costa Rica                                                           |
|  | Кот-д'Івуар Республіка Кот-д'Івуар                                          | Ямусукро                  | 322 463     | 24 400 000                 | 75,7               | Кот-д'Івуар                      |      | CIV   | CI      | .ci       | Ivory Coast                                        | фр. Côte d’Ivoire                                                         |
|  | Куба Республіка Куба                                                        | Гавана                    | 110 860     | 11 300 000                 | 101,9              | Куба                             |      | CUB   | CU      | .cu       | Cuba                                               | ісп. Cuba                                                                 |
|  | Кувейт Держава Кувейт                                                       | Ель-Кувейт                | 17 818      | 4 100 000                  | 230,1              | Кувейт                           |      | KWT   | KW      | .kw       | Kuwait                                             | араб. كويت                                                                |
|  | Лаос Лаоська Народно-Демократична Республіка (ЛНДР)                         | В'єнтьян                  | 236 800     | 7 000 000                  | 29,6               | Лаос                             |      | LAO   | LA      | .la       | Laos                                               | лаос. ລາວ                                                                 |
|  | Латвія Республіка Латвія                                                    | Рига                      | 64 589      | 1 900 000                  | 29,4               | Латвія                           |      | LVA   | LV      | .lv       | Latvia                                             | латис. Latvija                                                            |
|  | Лесото Королівство Лесото                                                   | Масеру                    | 30 355      | 2 200 000                  | 72,5               | Лесото                           |      | LSO   | LS      | .ls       | Lesotho                                            | сесото Lesotho, англ. Lesotho                                             |
|  | Литва Литовська Республіка                                                  | Вільнюс                   | 65 300      | 2 800 000                  | 42,9               | Литва                            |      | LTU   | LT      | .lt       | Lithuania                                          | лит. Lietuva                                                              |
|  | Ліберія Республіка Ліберія                                                  | Монровія                  | 111 369     | 4 700 000                  | 42,2               | Ліберія                          |      | LBR   | LR      | .lr       | Liberia                                            | англ. Liberia                                                             |
|  | Ліван Ліванська Республіка                                                  | Бейрут                    | 10 400      | 6 200 000                  | 596,2              | Ліван                            |      | LBN   | LB      | .lb       | Lebanon                                            | араб. لبنان                                                               |
|  | Лівія Держава Лівія                                                         | Триполі                   | 1 759 540   | 6 400 000                  | 3,6                | Лівія                            |      | LBY   | LY      | .ly       | Libya                                              | араб. ليبيا                                                               |
|  | Ліхтенштейн Князівство Ліхтенштейн                                          | Вадуц                     | 160         | 40 000                     | 250                | Ліхтенштейн                      |      | LIE   | LI      | .li       | Liechtenstein                                      | нім. Liechtenstein                                                        |
|  | Люксембург Велике князівство Люксембург                                     | Люксембург                | 2586        | 600 000                    | 232                | Люксембург                       |      | LUX   | LU      | .lu       | Luxembourg                                         | нім. Luxemburg, фр. Luxembourg, люксемб. Lëtzebuerg                       |
|  | Маврикій Республіка Маврикій                                                | Порт-Луї                  | 2040        | 1 300 000                  | 637,3              | Маврикій                         |      | MUS   | MU      | .mu       | Mauritius                                          | англ. Mauritius, фр. Maurice                                              |
|  | Мавританія Ісламська Республіка Мавританія                                  | Нуакшот                   | 1 030 700   | 4 400 000                  | 4,3                | Мавританія                       |      | MRT   | MR      | .mr       | Mauritania                                         | араб. موريتانيا                                                           |
|  | Мадагаскар Республіка Мадагаскар                                            | Антананаріву              | 587 041     | 25 500 000                 | 43,4               | Мадагаскар                       |      | MDG   | MG      | .mg       | Madagascar                                         | малаг. Madagasikara, фр. Madagascar                                       |
|  | Малаві Республіка Малаві                                                    | Лілонгве                  | 118 484     | 18 600 000                 | 157                | Малаві                           |      | MWI   | MW      | .mw       | Malawi                                             | англ. Malawi, ньянджа Malaŵi                                              |
|  | Малайзія                                                                    | Куала-Лумпур              | 329 847     | 31 600 000                 | 95,8               | Малайзія                         |      | MYS   | MY      | .my       | Malaysia                                           | малай. Malaysia                                                           |
|  | Малі Республіка Малі                                                        | Бамако                    | 1 240 192   | 18 900 000                 | 15,2               | Малі                             |      | MLI   | ML      | .ml       | Mali                                               | фр. Mali                                                                  |
|  | Мальдіви Мальдівська Республіка                                             | Мале                      | 298         | 400 000                    | 1342,3             | Мальдіви                         |      | MDV   | MV      | .mv       | Maldives                                           | мальд. ދިވެހިރާއްޖެ                                                             |
|  | Мальта Республіка Мальта                                                    | Валлетта                  | 316         | 438 000                    | 1386,1             | Мальта                           |      | MLT   | MT      | .mt       | Malta                                              | англ. і мальт. Malta                                                      |
|  | Марокко Королівство Марокко                                                 | Рабат                     | 446 550     | 35 100 000                 | 78,6               | Марокко                          |      | MAR   | MA      | .ma       | Morocco                                            | араб. المغرب, стандартна марокканська берберськаа ⵍⵎⵖⵔⵉⴱ                  |
|  | Маршаллові Острови Республіка Маршаллові Острови                            | Маджуро                   | 181         | 60 000                     | 331,5              | Маршаллові Острови               |      | MHL   | MH      | .mh       | Marshall Islands                                   | англ. Marshall Islands                                                    |
|  | Мексика Сполучені Штати Мексики                                             | Мехіко                    | 1 964 375   | 129 200 000                | 65,8               | Мексика                          |      | MEX   | MX      | .mx       | Mexico                                             | ісп. México                                                               |
|  | Мікронезія Федеративні Штати Мікронезії (ФШМ)                               | Палікір                   | 702         | 107 000                    | 152,4              | Федеративні Штати Мікронезії     |      | FSM   | FM      | .fm       | Federal States of Micronesia                       | англ. Micronesia                                                          |
|  | Мозамбік Республіка Мозамбік                                                | Мапуту                    | 799 380     | 29 700 000                 | 37,2               | Мозамбік                         |      | MOZ   | MZ      | .mz       | Mozambique                                         | порт. Moçambique                                                          |
|  | Молдова Республіка Молдова                                                  | Кишинів                   | 33 851      | 3 900 000                  | 115,2              | Молдова                          |      | MDA   | MD      | .md       | Moldova                                            | рум. Moldova                                                              |
|  | Монако Князівство Монако                                                    | Мікродержава              | 2,03        | 37 800                     | 18 620,7           | Монако                           |      | MCO   | MC      | .mc       | Monaco                                             | фр. Monaco                                                                |
|  | Монголія                                                                    | Улан-Батор                | 1 564 116   | 3 200 000                  | 2                  | Монголія                         |      | MNG   | MN      | .mn       | Mongolia                                           | монг. Монгол Улс                                                          |
|  | М'янма Республіка Союз М'янма                                               | Найп'їдо                  | 676 578     | 53 400 000                 | 78,9               | М'янма                           |      | MMR   | MM      | .mm       | Myanmar / Burma                                    | бірм. မြန်မာ                                                                 |
|  | Намібія Республіка Намібія                                                  | Віндгук                   | 824 292     | 2 500 000                  | 3                  | Намібія                          |      | NAM   | NA      | .na       | Namibia                                            | англ. Namibia                                                             |
|  | Науру Республіка Науру                                                      | Ярен                      | 21          | 10 000                     | 476,2              | Науру                            |      | NRU   | NR      | .nr       | Nauru                                              | англ. Nauru, наур. Naoero‎                                                 |
|  | Непал Федеративна Демократична Республіка Непал                             | Катманду                  | 147 181     | 29 400 000                 | 199,8              | Непал                            |      | NPL   | NP      | .np       | Nepal                                              | неп. नेपाल                                                                  |
|  | Нігер Республіка Нігер                                                      | Ніамей                    | 1 267 000   | 20 600 000                 | 16,3               | Нігер                            |      | NER   | NE      | .ne       | Niger                                              | фр. Niger                                                                 |
|  | Нігерія Федеративна Республіка Нігерія                                      | Абуджа                    | 923 768     | 190 900 000                | 206,7              | Нігерія                          |      | NGA   | NG      | .ng       | Nigeria                                            | англ. Nigeria                                                             |
|  | Нідерланди Королівство Нідерланди                                           | Амстердам                 | 41 543      | 17 100 000                 | 411,6              | Нідерланди                       |      | NLD   | NL      | .nl       | Netherlands                                        | нід. Nederland                                                            |
|  | Нікарагуа Республіка Нікарагуа                                              | Манагуа                   | 130 730     | 6 200 000                  | 47,4               | Нікарагуа                        |      | NIC   | NI      | .ni       | Nicaragua                                          | ісп. Nicaragua                                                            |
|  | Німеччина Федеративна Республіка Німеччина                                  | Берлін                    | 357 121     | 83 100 000                 | 231                | Німеччина                        |      | DEU   | DE      | .de       | Germany                                            | нім. Deutschland                                                          |
|  | Нова Зеландія                                                               | Веллінгтон                | 267 710     | 4 800 000                  | 17,9               | Нова Зеландія                    |      | NZL   | NZ      | .nz       | New Zealand                                        | англ. New Zealand, маор. Aotearoa                                         |
|  | Норвегія Королівство Норвегія                                               | Осло                      | 323 802     | 5 300 000                  | 16,4               | Норвегія                         |      | NOR   | NO      | .no       | Norway                                             | норв. Norge / Noreg                                                       |
|  | Об'єднані Арабські Емірати Об'єднані Арабські Емірати (ОАЕ)                 | Абу-Дабі                  | 83 600      | 9 400 000                  | 112,4              | ОАЕ                              |      | ARE   | AE      | .ae       | United Arab Emirates                               | араб. دولة الإمارات العربية المتحدة                                       |
|  | Оман Султанат Оман                                                          | Маскат                    | 309 500     | 4 700 000                  | 15,2               | Оман                             |      | OMN   | OM      | .om       | Oman                                               | араб. عُمَان                                                                |
|  | Пакистан Ісламська Республіка Пакистан                                      | Ісламабад                 | 796 095     | 207 600 000                | 260,8              | Пакистан                         |      | PAK   | PK      | .pk       | Pakistan                                           | урду پاکستان, англ. Pakistan                                              |
|  | Палау Республіка Палау                                                      | Нгерулмуд                 | 459         | 21 000                     | 45,8               | Палау                            |      | PLW   | PW      | .pw       | Palau                                              | палаус. Belau, англ. Palau                                                |
|  | Палестина Держава Палестина                                                 | Східний Єрусалим          | 6220        | 4 900 000                  | 787,8              | Палестина                        |      | PSE   | PS      | .ps       | Palestine                                          | араб. فلسطين                                                              |
|  | Панама Республіка Панама                                                    | Панама                    | 75 420      | 4 100 000                  | 54,4               | Панама                           |      | PAN   | PA      | .pa       | Panama                                             | ісп. Panamá                                                               |
|  | Папуа Нова Гвінея Незалежна Держава Папуа-Нова Гвінея                       | Порт-Морсбі               | 462 840     | 8 300 000                  | 17,9               | Папуа Нова Гвінея                |      | PNG   | PG      | .pg       | Papua New Guinea                                   | англ. Papua New Guinea, ток-пісін Papua Niugini, гірі-моту Papua Niu Gini |
|  | Парагвай Республіка Парагвай                                                | Асунсьйон                 | 406 752     | 6 800 000                  | 16,7               | Парагвай                         |      | PRY   | PY      | .py       | Paraguay                                           | ісп. Paraguay, гуар. Paraguái                                             |
|  | Перу Республіка Перу                                                        | Ліма                      | 1 285 216   | 31 800 000                 | 24,7               | Перу                             |      | PER   | PE      | .pe       | Peru                                               | ісп. Perú                                                                 |
|  | Південний Судан Республіка Південний Судан                                  | Джуба                     | 619 745     | 12 600 000                 | 20,3               | Південний Судан                  |      | SSD   | SS      | .ss       | South Sudan                                        | англ. South Sudan                                                         |
|  | Південно-Африканська Республіка Південно-Африканська Республіка (ПАР)       | Преторія                  | 1 219 090   | 56 500 000                 | 46,3               | ПАР                              |      | ZAF   | ZA      | .za       | South Africa                                       | англ. South Africa, (10 інших мов)                                        |
|  | Північна Македонія Республіка Північна Македонія                            | Скоп'є                    | 25 713      | 2 100 000                  | 81,7               | Північна Македонія               |      | MKD   | MK      | .mk       | North Macedonia                                    | мак. Северна Македонија, алб. Maqedonisë së Veriut                        |
|  | Польща Республіка Польща                                                    | Варшава                   | 312 685     | 38 400 000                 | 122,8              | Польща                           |      | POL   | PL      | .pl       | Poland                                             | пол. Polska                                                               |
|  | Португалія Португальська Республіка                                         | Лісабон                   | 92 090      | 10 300 000                 | 111,8              | Португалія                       |      | PRT   | PT      | .pt       | Portugal                                           | порт. Portugal                                                            |
|  | Росія Російська Федерація                                                   | Москва                    | 17 098 242  | 144 500 000                | 8,5                | Росія                            |      | RUS   | RU      | .ru       | Russia, Russian Federation                         | рос. Россия                                                               |
|  | Руанда Республіка Руанда                                                    | Кігалі                    | 26 338      | 12 300 000                 | 467                | Руанда                           |      | RWA   | RW      | .rw       | Rwanda                                             | руанд. u Rwanda, фр., англ. і суах. Rwanda                                |
|  | Румунія                                                                     | Бухарест                  | 238 391     | 19 600 000                 | 82,2               | Румунія                          |      | ROU   | RO      | .ro       | Romania                                            | рум. România                                                              |
|  | Сальвадор Республіка Сальвадор                                              | Сан-Сальвадор             | 21 041      | 6 400 000                  | 304,2              | Сальвадор                        |      | SLV   | SV      | .sv       | El Salvador                                        | ісп. El Salvador                                                          |
|  | Самоа Незалежна держава Самоа                                               | Апіа                      | 2831        | 200 000                    | 70,6               | Самоа                            |      | WSM   | WS      | .ws       | Samoa                                              | англ. і самоан. Samoa                                                     |
|  | Сан-Марино Республіка Сан-Марино                                            | Мікродержава              | 61          | 32 800                     | 537,7              | Сан-Марино                       |      | SMR   | SM      | .sm       | San Marino                                         | італ. San Marino                                                          |
|  | Сан-Томе і Принсіпі Демократична Республіка Сан-Томе і Принсіпі             | Сан-Томе                  | 964         | 200 000                    | 207,5              | Сан-Томе і Принсіпі              |      | STP   | ST      | .st       | São Tomé and Príncipe                              | порт. São Tomé e Príncipe                                                 |
|  | Саудівська Аравія Королівство Саудівська Аравія                             | Ер-Ріяд                   | 2 149 690   | 32 600 000                 | 15,2               | Саудівська Аравія                |      | SAU   | SA      | .sa       | Saudi Arabia                                       | араб. السعودية                                                            |
|  | Сейшельські Острови Республіка Сейшельські Острови                          | Вікторія                  | 455         | 90 000                     | 197,8              | Сейшельські Острови              |      | SYC   | SC      | .sc       | Seychelles                                         | англ. Seychelles, фр. Seychelles, сейш. Sesel                             |
|  | Сенегал Республіка Сенегал                                                  | Дакар                     | 196 722     | 15 800 000                 | 80,3               | Сенегал                          |      | SEN   | SN      | .sn       | Senegal                                            | фр. Sénégal                                                               |
|  | Сент-Вінсент і Гренадини                                                    | Кінгстаун                 | 389         | 104 000                    | 267,4              | Сент-Вінсент і Гренадини         |      | VCT   | VC      | .vc       | Saint Vincent and the Grenadines                   | англ. Saint Vincent and the Grenadines                                    |
|  | Сент-Кіттс і Невіс Федерація Сент-Кіттс і Невіс                             | Бастер                    | 261         | 50 000                     | 191,6              | Сент-Кіттс і Невіс               |      | KNA   | KN      | .kn       | Saint Kitts and Nevis                              | англ. Saint Kitts and Nevis                                               |
|  | Сент-Люсія                                                                  | Кастрі                    | 616         | 200 000                    | 324,7              | Сент-Люсія                       |      | LCA   | LC      | .lc       | Saint Lucia                                        | англ. Saint Lucia                                                         |
|  | Сербія Республіка Сербія                                                    | Белград                   | 77 474      | 7 000 000                  | 90,4               | Сербія                           |      | SRB   | RS      | .rs       | Serbia                                             | серб. Србија / Srbija                                                     |
|  | Сінгапур Республіка Сінгапур                                                | Мікродержава              | 697         | 5 700 000                  | 8177,9             | Сінгапур                         |      | SGP   | SG      | .sg       | Singapore                                          | англ. Singapore, малай. Singapura, там. சிங்கப்பூர், кит.: 新加坡              |
|  | Сирія Сирійська Арабська Республіка                                         | Дамаск                    | 185 180     | 18 300 000                 | 98,8               | Сирія                            |      | SYR   | SY      | .sy       | Syria                                              | араб. سورية                                                               |
|  | Словаччина Словацька Республіка                                             | Братислава                | 49 035      | 5 400 000                  | 110,1              | Словаччина                       |      | SVK   | SK      | .sk       | Slovakia                                           | словац. Slovensko                                                         |
|  | Словенія Республіка Словенія                                                | Любляна                   | 20 273      | 2 100 000                  | 103,6              | Словенія                         |      | SVN   | SI      | .si       | Slovenia                                           | словен. Slovenija                                                         |
|  | Соломонові Острови                                                          | Хоніара                   | 28 896      | 700 000                    | 24,2               | Соломонові Острови               |      | SLB   | SB      | .sb       | Solomon Islands                                    | англ. Solomon Islands                                                     |
|  | Сомалі Федеративна Республіка Сомалі                                        | Могадішо                  | 637 657     | 14 700 000                 | 23,1               | Сомалі                           |      | SOM   | SO      | .so       | Somalia                                            | сом. Soomaaliya, араб. الصومال                                            |
|  | Сполучені Штати Америки Сполучені Штати Америки (США)                       | Вашингтон                 | 9 826 675   | 325 400 000                | 33,1               | США                              |      | USA   | US      | .us       | United States, U.S., USA                           | англ. United States                                                       |
|  | Судан Республіка Судан                                                      | Хартум                    | 1 886 068   | 40 600 000                 | 21,5               | Судан                            |      | SDN   | SD      | .sd       | Sudan                                              | араб. السودان, англ. Sudan                                                |
|  | Суринам Республіка Суринам                                                  | Парамарибо                | 163 820     | 600 000                    | 3,7                | Суринам                          |      | SUR   | SR      | .sr       | Suriname                                           | нід. Suriname                                                             |
|  | Східний Тимор Демократична Республіка Тимор-Лешті                           | Ділі                      | 14 874      | 1 300 000                  | 87,4               | Східний Тимор                    |      | TLS   | TL (TP) | .tl (.tp) | East Timor, Timor-Leste                            | порт. Timor-Leste, тетум Timór Lorosa'e                                   |
|  | Сьєрра-Леоне Республіка Сьєрра-Леоне                                        | Фрітаун                   | 71 740      | 7 600 000                  | 105,9              | Сьєрра-Леоне                     |      | SLE   | SL      | .sl       | Sierra Leone                                       | англ. Sierra Leone                                                        |
|  | Таджикистан Республіка Таджикистан                                          | Душанбе                   | 143 100     | 8 800 000                  | 61,5               | Таджикистан                      |      | TJK   | TJ      | .tj       | Tajikistan                                         | тадж. Тоҷикистон                                                          |
|  | Таїланд Королівство Таїланд                                                 | Бангкок                   | 513 120     | 66 100 000                 | 128,8              | Таїланд                          |      | THA   | TH      | .th       | Thailand                                           | тай. ไทย                                                                  |
|  | Тайвань Республіка Китай                                                    | Тайбей                    | 35 980      | 23 600 000                 | 655,9              | Тайвань                          |      | TWN   | TW      | .tw       | Taiwan / Republic of China                         | кит.: 中華民國                                                            |
|  | Танзанія Об'єднана Республіка Танзанія                                      | Додома                    | 947 300     | 57 500 000                 | 60,7               | Танзанія                         |      | TZA   | TZ      | .tz       | Tanzania                                           | англ. і суах. Tanzania                                                    |
|  | Того Тоголезька Республіка                                                  | Ломе                      | 56 785      | 7 800 000                  | 137,4              | Того                             |      | TGO   | TG      | .tg       | Togo                                               | фр. Togo                                                                  |
|  | Тонга Королівство Тонга                                                     | Нукуалофа                 | 747         | 123 000                    | 164,7              | Тонга                            |      | TON   | TO      | .to       | Tonga                                              | англ. Tonga, тонг. Tonga                                                  |
|  | Тринідад і Тобаго Республіка Тринідад і Тобаго                              | Порт-оф-Спейн             | 5128        | 1 400 000                  | 273                | Тринідад і Тобаго                |      | TTO   | TT      | .tt       | Trinidad and Tobago                                | англ. Trinidad and Tobago                                                 |
|  | Тувалу                                                                      | Фунафуті                  | 26          | 10 000                     | 384,6              | Тувалу                           |      | TUV   | TV      | .tv       | Tuvalu                                             | тувал. і англ. Tuvalu                                                     |
|  | Туніс Туніська Республіка                                                   | Туніс                     | 163 610     | 11 500 000                 | 70,3               | Туніс                            |      | TUN   | TN      | .tn       | Tunisia                                            | араб. تونس                                                                |
|  | Туреччина Турецька Республіка                                               | Анкара                    | 783 562     | 83 150 000                 | 103,2              | Туреччина                        |      | TUR   | TR      | .tr       | Turkey                                             | тур. Türkiye                                                              |
|  | Туркменістан                                                                | Ашгабат                   | 488 100     | 5 800 000                  | 11,9               | Туркменістан                     |      | TKM   | TM      | .tm       | Turkmenistan                                       | туркм. Türkmenistan                                                       |
|  | Уганда Республіка Уганда                                                    | Кампала                   | 241 038     | 42 800 000                 | 177,6              | Уганда                           |      | UGA   | UG      | .ug       | Uganda                                             | англ. Uganda                                                              |
|  | Угорщина                                                                    | Будапешт                  | 93 028      | 9 800 000                  | 105,3              | Угорщина                         |      | HUN   | HU      | .hu       | Hungary                                            | угор. Magyarország                                                        |
|  | Узбекистан Республіка Узбекистан                                            | Ташкент                   | 447 400     | 32 600 000                 | 72,9               | Узбекистан                       |      | UZB   | UZ      | .uz       | Uzbekistan                                         | узб. Oʻzbekiston                                                          |
|  | Україна                                                                     | Київ                      | 603 550     | 42 300 000                 | 70,1               | Україна                          |      | UKR   | UA      | .ua       | Ukraine                                            | укр. Україна                                                              |
|  | Уругвай Південна Республіка Уругвай                                         | Монтевідео                | 176 215     | 3 500 000                  | 19,9               | Уругвай                          |      | URY   | UY      | .uy       | Uruguay                                            | ісп. Uruguay                                                              |
|  | Фіджі Республіка Фіджі                                                      | Сува                      | 18 274      | 900 000                    | 49,3               | Фіджі                            |      | FJI   | FJ      | .fj       | Fiji                                               | англ. Fiji, фідж. Viti, фідж. гінді फ़िजी                                    |
|  | Філіппіни Республіка Філіппіни                                              | Маніла                    | 299 000     | 105 000 000                | 351,2              | Філіппіни                        |      | PHL   | PH      | .ph       | The Philippines                                    | англ. Philippines, тагал. Pilipinas                                       |
|  | Фінляндія Фінляндська Республіка                                            | Гельсінкі                 | 338 145     | 5 500 000                  | 16,3               | Фінляндія                        |      | FIN   | FI (SF) | .fi       | Finland                                            | фін. Suomi, швед. Finland                                                 |
|  | Франція Французька Республіка                                               | Париж                     | 551 500     | 65 000 000                 | 117,9              | Франція                          |      | FRA   | FR      | .fr       | France                                             | фр. France                                                                |
|  | Хорватія Республіка Хорватія                                                | Загреб                    | 56 594      | 4 100 000                  | 72,4               | Хорватія                         |      | HRV   | HR      | .hr       | Croatia                                            | хорв. Hrvatska                                                            |
|  | Центральноафриканська Республіка Центральноафриканська Республіка (ЦАР)     | Бангі                     | 622 984     | 4 700 000                  | 7,5                | Центральноафриканська Республіка |      | CAF   | CF      | .cf       | Central African Republic                           | фр. République Centrafricaine, санго Bêafrîka                             |
|  | Чад Республіка Чад                                                          | Нджамена                  | 1 284 000   | 14 900 000                 | 11,6               | Чад                              |      | TCD   | TD      | .td       | Chad                                               | фр. Tchad, араб. تشاد                                                     |
|  | Чехія Чеська Республіка                                                     | Прага                     | 78 867      | 10 600 000                 | 134,4              | Чехія                            |      | CZE   | CZ      | .cz       | Czechia                                            | чеськ. Česko                                                              |
|  | Чилі Республіка Чилі                                                        | Сантьяго                  | 756 102     | 18 400 000                 | 24,3               | Чилі                             |      | CHL   | CL      | .cl       | Chile                                              | ісп. Chile                                                                |
|  | Чорногорія                                                                  | Подгориця                 | 13 812      | 600 000                    | 43,4               | Чорногорія                       |      | MNE   | ME      | .me       | Montenegro                                         | чорн. Crna Gora, Црна Гора                                                |
|  | Швейцарія Швейцарська Конфедерація                                          | Берн                      | 41 277      | 8 500 000                  | 205,9              | Швейцарія                        |      | CHE   | CH      | .ch       | Switzerland                                        | нім. Schweiz, фр. Suisse, італ. Svizzera, ромш. Svizra                    |
|  | Швеція Королівство Швеція                                                   | Стокгольм                 | 450 295     | 10 100 000                 | 22,4               | Швеція                           |      | SWE   | SE      | .se       | Sweden                                             | швед. Sverige                                                             |
|  | Шрі-Ланка Демократична Соціалістична Республіка Шрі-Ланка                   | Шрі-Джаяварденепура-Котте | 65 610      | 21 400 000                 | 326,2              | Шрі-Ланка                        |      | LKA   | LK      | .lk       | Sri Lanka                                          | синг. ශ්‍රී ලංකා, там. இலங்கை                                                     |
|  | Ямайка                                                                      | Кінгстон                  | 10 991      | 2 900 000                  | 263,9              | Ямайка                           |      | JAM   | JM      | .jm       | Jamaica                                            | англ. Jamaica                                                             |
|  | Японія                                                                      | Токіо                     | 377 915     | 126 700 000                | 335,3              | Японія                           |      | JPN   | JP      | .jp       | Japan                                              | яп. 日本                                                                  |

Нагору

## Залежні
Залежні країни з різним ступенем самоврядності та постійним населенням (38):
- Австралія. 3 зовнішні території (Кокосові Острови, Острів Норфолк, Острів Різдва).
- Велика Британія. 3 коронні землі (Острів Мен, Гернсі і Джерсі) і 12 заморських територій (Ангілья, Бермудські Острови, Британські Віргінські Острови, Британська Територія в Індійському Океані, Гібралтар (територіальні претензії Іспанії), Кайманові Острови, Монтсеррат, Острови Святої Єлени, Вознесіння і Тристан-да-Кунья, Південна Джорджія і Південні Сандвічеві Острови,Піткерн, Острови Теркс і Кайкос, Фолклендські Острови на спірній з Аргентиною території архіпелагу Фолклендські (Мальвінські) острови).
- Данія. 2 самоврядні країни з частковою суб'єктністю у міжнародно-правових відносинах (Гренландія і Фарерські острови).
- Нідерланди. 3 заморські країни (Аруба, Кюрасао і Сінт-Мартен).
- Нова Зеландія. 2 самоврядних території у вільній асоціації (Острови Кука, Ніуе) і 1 залежна територія (Токелау).
- Норвегія. 1 територія з особливим міжнародним статусом (Шпіцберген).
- США. 5 острівних неінкорпорованих (невключених) територій, з яких 4 організовані (Американські Віргінські Острови, Гуам, Північні Маріанські Острови та Пуерто-Рико) і одна неорганізована (Американське Самоа).
- Франція. 6 заморських володінь (Волліс і Футуна, Нова Каледонія, Французька Полінезія, Сен-Бартельмі, Сен-Мартен і Сен-П'єр і Мікелон).

Інші залежні території, що не мають постійного населення (22):
- 4 території Австралії: Австралійська Антарктична Територія (підпадає під дію Антарктичного договору), Острови Ашмор і Картьє, Острів Герд і Острови Макдональд, Острови Коралового моря.
- 2 території Великої Британії: Акротирі і Декелія, Британська Антарктична Територія (підпадає під дію Антарктичного договору).
- 1 територія Нової Зеландії: Територія Росса (підпадає під дію Антарктичного договору).
- 4 території Норвегії: 2 зовнішніх острови (Буве і Ян-Маєн) та 2 антарктичні території (Земля Королеви Мод, острів Петра I), що підпадають під дію Антарктичного договору).
- 9 територій США: 8 неінкорпорованих Зовнішніх малих островів (острів Бейкер, атол Джонстон, острів Джарвіс, острів Гауленд, риф Кінгмен, атол Мідвей, острів Навасса і острів Вейк) та 1 інкорпорована неорганізована територія атолу Пальміра.
- 2 заморські території Франції (Кліппертон і Французькі Південні і Антарктичні Території), остання з яких частково підпадає під дію Антарктичного договору.

До цього списку не включено:
- території, не контрольовані центральним урядом, але що не претендують на повну незалежність (наприклад, Аракан в М'янмі, Пунтленд і Південно-Західне Сомалі у Сомалі).
- військові і військово-морські бази (Гуантанамо), арендовані території (Байконур), що розташовані на території інших держав (крім суверенних британських баз Акротирі і Декелія на Кіпрі).

Легенда
Колірним кодом у першій комірці зазначено державну приналежність території:
| - Австралія - Велика Британія - Данія - Іспанія | - Китай - Нідерланди - Нова Зеландія - Норвегія | - Португалія - США - Франція - Фінляндія |

|  | Назва Повна офіційна                                                                           | Адмін. центр      | Площа (км²) | Населення (осіб, 2016—2021 роки) | Густота (осіб/км²) | Прапор                                              | Герб | ISO-3 | ISO-2 | Домен | Назва англійською                                   | Оригінальна назва                                                     |
|  | ---------------------------------------------------------------------------------------------- | ----------------- | ----------- | -------------------------------- | ------------------ | --------------------------------------------------- | ---- | ----- | ----- | ----- | --------------------------------------------------- | --------------------------------------------------------------------- |
|  | Австралійська Антарктична Територія                                                            | Дейвіс            | 5 896 500   | 1000                             | 0                  | Австралія                                           |      | —     | —     | .au   | Australian Antarctic Territory                      | англ. Australian Antarctic Territory                                  |
|  | Острови Ашмор і Картьє                                                                         | [ b ]             | 0,1         | 0                                | 0                  | Австралія                                           |      | —     | —     | .au   | Ashmore and Cartier Islands                         | англ. Ashmore and Cartier Islands                                     |
|  | Острів Герд і острови Макдональд Острів Херд і острови Макдональд                              | [ b ]             | 368         | 0                                | 0                  | Австралія                                           |      | HMD   | HM    | .hm   | Heard Island and McDonald Islands                   | англ. Heard Island and McDonald Islands                               |
|  | Кокосові Острови                                                                               | Бантам            | 14          | 540                              | 38,6               | CKK                                                 |      | CCK   | CC    | .cc   | Territory of Cocos (Keeling) Islands                | англ. Cocos (Keeling) Islands, малай. Pulu Kokos                      |
|  | Острови Коралового моря                                                                        | [ b ]             | 3           | 0                                | 0                  | Австралія                                           |      | —     | —     | .au   | Coral Sea Islands Territory                         | англ. Coral Sea Islands                                               |
|  | Острів Норфолк                                                                                 | Кінгстон          | 35          | 1750                             | 50                 | Острів Норфолк                                      |      | NFK   | NF    | .nf   | Territory of Norfolk Island                         | англ. Norfolk Island, норфк. Norf'k Ailen                             |
|  | Острів Різдва                                                                                  | Флаїнг-Фіш-Коув   | 135         | 1800                             | 13,3               | Острів Різдва                                       |      | CXR   | CX    | .cx   | Christmas Island                                    | англ. Christmas Island, малай. Pulau Krismas                          |
|  | Акротирі і Декелія                                                                             | Епіскопі          | 254         | 18 200                           | 71,7               | Велика Британія                                     |      | —     | —     | .uk   | Sovereign Base Areas of Akrotiri and Dhekelia       | англ. Akrotiri and Dhekelia, грец. Ακρωτήρι και Δεκέλεια              |
|  | Ангілья                                                                                        | Валлі             | 91          | 14 731                           | 161,9              | Ангілья                                             |      | AIA   | AI    | .ai   | Anguilla                                            | англ. Anguilla                                                        |
|  | Бермуди Бермудські Острови                                                                     | Гамільтон         | 53          | 71 176                           | 1342,9             | Бермудські Острови                                  |      | BMU   | BM    | .bm   | Islands of Bermuda                                  | англ. Bermuda                                                         |
|  | Британська Антарктична Територія Британська Антарктична Територія (БАТ)                        | Ротера            | 1 709 400   | 250                              | 0                  | Прапор Британської Антарктичної Території           |      | —     | —     | —     | British Antarctic Territory, BAT                    | англ. British Antarctic Territory                                     |
|  | Британські Віргіни Британські Віргінські Острови                                               | Род-Таун          | 153         | 30 000                           | 196,1              | Британські Віргінські Острови                       |      | VGB   | VG    | .vg   | British Virgin Islands, BVI                         | англ. British Virgin Islands                                          |
|  | Британська Територія в Індійському Океані                                                      | Дієго-Гарсія      | 60          | 3000                             | 50                 | Британська Територія в Індійському Океані           |      | IOT   | IO    | .io   | British Indian Ocean Territory, BIOT                | англ. British Indian Ocean Territory                                  |
|  | Гернсі                                                                                         | Сент-Пітер-Порт   | 78          | 67 350                           | 863,5              | Гернсі                                              |      | GGY   | GG    | .gg   | Bailiwick of Guernsey                               | англ. Bailiwick of Guernsey, фр. Bailliage de Guernesey               |
|  | Гібралтар                                                                                      | Мікродержава      | 6,8         | 34 000                           | 5000               | Гібралтар                                           |      | GIB   | GI    | .gi   | Gibraltar                                           | англ. Gibraltar                                                       |
|  | Джерсі                                                                                         | Сент-Гелієр       | 118         | 107 800                          | 913,6              | Джерсі                                              |      | JEY   | JE    | .je   | Bailiwick of Jersey                                 | англ. Bailiwick of Jersey, фр. Bailliage de Jersey                    |
|  | Кайманові Острови                                                                              | Джорджтаун        | 264         | 65 800                           | 249,2              | Кайманові Острови                                   |      | CYM   | KY    | .ky   | Cayman Islands                                      | англ. Cayman Islands                                                  |
|  | Монтсеррат                                                                                     | Плімут            | 102         | 4600                             | 45,1               | Монтсеррат                                          |      | MSR   | MS    | .ms   | Montserrat                                          | англ. Montserrat                                                      |
|  | Острів Мен                                                                                     | Дуглас            | 572         | 83 300                           | 145,6              | Острів Мен                                          |      | IMN   | IM    | .im   | Isle of Man                                         | англ. Isle of Man, менс. Ellan Vannin                                 |
|  | Острови Святої Єлени, Вознесіння і Тристан-да-Кунья                                            | Джеймстаун        | 394         | 5600                             | 14,2               | Острови Святої Єлени, Вознесіння і Тристан-да-Кунья |      | SHN   | SH    | .sh   | Saint Helena, Ascension and Tristan da Cunha        | англ. Saint Helena, Ascension and Tristan da Cunha                    |
|  | Південна Джорджія і Південні Сандвічеві Острови                                                | Кінг-Едвард-Пойнт | 3903        | 0                                | 0                  | Південна Джорджія та Південні Сандвічеві Острови    |      | SGS   | GS    | .gs   | South Georgia and the South Sandwich Islands, SGSSI | англ. South Georgia and the South Sandwich Islands                    |
|  | Піткерн Острови Піткерн                                                                        | Адамстаун         | 47          | 67                               | 1,4                | Піткерн                                             |      | PCN   | PN    | .pn   | Pitcairn, Henderson, Ducie and Oeno Islands         | англ. Pitcairn Islands, пітк. Pitkern Ailen                           |
|  | Теркс і Кайкос Острови Теркс і Кайкос                                                          | Коберн-Таун       | 610         | 42 950                           | 70,4               | Острови Теркс і Кайкос                              |      | TCA   | TC    | .tc   | Turks and Caicos Islands                            | англ. Turks and Caicos Islands                                        |
|  | Фолкленди Фолклендські Острови                                                                 | Порт-Стенлі       | 12 200      | 3400                             | 0,3                | Фолклендські Острови                                |      | FLK   | FK    | .fk   | Falkland Islands                                    | англ. Falkland Islands                                                |
|  | Гренландія                                                                                     | Нуук              | 2 166 086   | 56 000                           | 0,026              | Гренландія                                          |      | GRL   | GL    | .gl   | Greenland                                           | дан. Grønland, гренл. Kalaallit Nunaat                                |
|  | Фарери Фарерські Острови                                                                       | Торсгавн          | 1400        | 52 100                           | 37,2               | Фарерські острови                                   |      | FRO   | FO    | .fo   | Faroe Islands                                       | дан. Færøerne, фар. Føroyar                                           |
|  | Аруба                                                                                          | Ораньєстад        | 193         | 116 600                          | 604,1              | Аруба                                               |      | ABW   | AW    | .aw   | Aruba                                               | нід. Aruba, пап'ям. Aruba                                             |
|  | Кюрасао                                                                                        | Віллемстад        | 443         | 163 400                          | 368,8              | Кюрасао                                             |      | CUW   | CW    | .cw   | Curacao                                             | нід. Curaçao, пап'ям. Kòrsou                                          |
|  | Сінт-Мартен                                                                                    | Філіпсбург        | 34          | 41 500                           | 1220,6             | Сінт-Мартен                                         |      | SXM   | SX    | .sx   | Sint Maarten                                        | нід. Sint Maarten                                                     |
|  | Острови Кука                                                                                   | Аваруа            | 234         | 17 500                           | 74,8               | Острови Кука                                        |      | COK   | CK    | .ck   | Cook Islands                                        | англ. Cook Islands, маор. Kūki 'Āirani                                |
|  | Ніуе                                                                                           | Алофі             | 261         | 1780                             | 6,8                | Ніуе                                                |      | NIU   | NU    | .nu   | Niue                                                | англ. Niue, ніуе Niuē                                                 |
|  | Територія Росса                                                                                | Скотт             | 450 000     | 1400                             | 0                  | Нова Зеландія                                       |      | —     | —     | .nz   | Ross Dependency                                     | англ. Ross Dependency                                                 |
|  | Токелау                                                                                        | Атафу             | 10          | 1500                             | 150                | Токелау                                             |      | TKL   | TK    | .tk   | Tokelau                                             | англ. Tokelau, токелау Tokelau                                        |
|  | Острів Буве                                                                                    | —                 | 49          | 0                                | 0                  | Норвегія                                            |      | BVT   | BV    | .bv   | Bouvet Island                                       | норв. Bouvetøya                                                       |
|  | Острів Петра I                                                                                 | [ b ]             | 154         | 0                                | 0                  | Норвегія                                            |      | —     | —     | .no   | Peter I Island                                      | норв. Peter I Øy                                                      |
|  | Земля Королеви Мод                                                                             | Троль             | 2 700 000   | 0                                | 0                  | Норвегія                                            |      | —     | —     | .no   | Queen Maud Land                                     | норв. Dronning Maud Land                                              |
|  | Свальбард                                                                                      | Лонг'їр           | 61 022      | 2950                             | 0,05               | Норвегія                                            |      | SJM   | SJ    | .sj   | Svalbard                                            | норв. Svalbard                                                        |
|  | Ян-Маєн                                                                                        | [ b ]             | 377         | 0                                | 0,05               | Норвегія                                            |      | SJM   | SJ    | .sj   | Jan Mayen                                           | норв. Jan Mayen                                                       |
|  | Американське Самоа                                                                             | Паго-Паго         | 200         | 46 700                           | 233,5              | Американське Самоа                                  |      | ASM   | AS    | .as   | American Samoa                                      | англ. American Samoa                                                  |
|  | Американські Віргіни Американські Віргінські Острови                                           | Шарлотта-Амалія   | 346         | 105 900                          | 306,1              | Американські Віргінські Острови                     |      | VIR   | VI    | .vi   | United States Virgin Islands                        | англ. United States Virgin Islands                                    |
|  | Гуам                                                                                           | Хагатна           | 540         | 168 800                          | 312,6              | Гуам                                                |      | GUM   | GU    | .gu   | Guam                                                | англ. Guam, чам. Guåhan                                               |
|  | Зовнішні малі острови США                                                                      | [ b ]             | 34,2        | 300                              | 0,1                | Зовнішні малі острови США                           |      | UMI   | UM    | .um   | United States Minor Outlying Islands                | англ. United States Minor Outlying Islands                            |
|  | Північні Маріани Північні Маріанські Острови                                                   | Сайпан            | 464         | 51 700                           | 111,4              | Північні Маріанські Острови                         |      | MNP   | MP    | .mp   | Northern Mariana Islands                            | англ. Northern Mariana Islands, чам. Sankattan Siha Na Islas Mariånas |
|  | Пуерто-Рико                                                                                    | Сан-Хуан          | 9104        | 3 286 000                        | 360,9              | Пуерто-Рико                                         |      | PRI   | PR    | .pr   | Puerto Rico                                         | англ. Puerto Rico, ісп. Puerto Rico                                   |
|  | Волліс і Футуна                                                                                | Мата-Уту          | 142         | 11 500                           | 81                 | Волліс і Футуна                                     |      | WLF   | WF    | .wf   | Wallis and Futuna                                   | фр. Wallis-et-Futuna, волл. і фут. Uvea mo Futuna                     |
|  | Кліппертон                                                                                     | [ b ]             | 9           | 0                                | 0                  | Франція                                             |      | —     | —     | .fr   | Clipperton                                          | фр. Île de Clipperton                                                 |
|  | Нова Каледонія                                                                                 | Нумеа             | 18 575      | 271 400                          | 0,1                | Нова Каледонія                                      |      | NCL   | NC    | .nc   | New Caledonia                                       | фр. Nouvelle-Calédonie                                                |
|  | Сен-Бартельмі                                                                                  | Густавія          | 21          | 9960                             | 474,3              | Сен-Бартелемі                                       |      | BLM   | BL    | .bl   | Saint Barthelemy                                    | фр. Saint-Barthélemy                                                  |
|  | Сен-Мартен                                                                                     | Маріго            | 53          | 34 000                           | 641,5              | Сен-Мартен                                          |      | MAF   | MF    | .mf   | Saint Martin                                        | фр. Saint-Martin                                                      |
|  | Сен-П'єр і Мікелон                                                                             | Сен-П'єр          | 242         | 6000                             | 24,8               | Сен-П'єр і Мікелон                                  |      | SPM   | PM    | .pm   | Saint Pierre and Miquelon                           | фр. Saint-Pierre-et-Miquelon                                          |
|  | Французька Полінезія                                                                           | Папеете           | 3521        | 275 900                          | 78,4               | Французька Полінезія                                |      | PYF   | PF    | .pf   | French Polynesia                                    | фр. Polynésie française, таїт. Pōrīnetia farāni                       |
|  | Французькі Південні і Антарктичні Території Французькі Південні і Антарктичні Території (ФПАТ) | Сен-П'єр          | 439 672     | 140                              | 0                  | Французькі Південні і Антарктичні Території         |      | ATF   | TF    | .tf   | French Southern and Antarctic Lands, TAAF           | фр. Terres australes et antarctiques françaises                       |

Нагору

### Інші
Існує 3 автономних регіони, що є невід'ємною складовою частиною свої держав, але чий правовий статус визначається окремими міжнародними угодами. Це автономний регіон Фінляндії — Аландські Острови; 2 спеціальні адміністративні регіони Китайської Народної Республіки — Гонконг і Макао. Також окремо можна зазначити ряд країн, що під час процесів деколонізації обрали шлях більш тісної інтеграції із метрополією, тобто стали невід'ємною складовою своїх держав, позбувшись суеверенітету. Рядовий (або спеціальний) адміністративний статус таких заморських територій закріплено у конституціях відповідних держав. Це Канарські Острови, Суверенні території і 2 автономні міста (Сеута і Мелілья) в Африці, що належать Іспанії; 3 заморських муніципалітети Нідерландів (Бонайре, Саба і Сінт-Естатіус); 2 автономних регіони Португалії (Азорські Острови і архіпелаг Мадейра); 5 заморських департаментів Франції (Гваделупа, Мартиніка, Реюньйон, Гвіана, Майотта).
|  | Назва Повна офіційна                            | Адмін. центр             | Площа (км²) | Населення (осіб, 2016—2021 роки) | Густота (осіб/км²) | Прапор            | Герб | ISO-3 | ISO-2 | Домен | Назва англійською   | Оригінальна назва                   |
|  | ----------------------------------------------- | ------------------------ | ----------- | -------------------------------- | ------------------ | ----------------- | ---- | ----- | ----- | ----- | ------------------- | ----------------------------------- |
|  | Аланди Аландські Острови                        | Мааріанхаміна            | 1580        | 29 800                           | 18,9               | Аландські острови |      | ALA   | AX    | .ax   | Aland Islands       | швед. Åland, фін. Ahvenanmaa        |
|  | Канарські Острови                               | Лас-Пальмас і Санта-Крус | 7493        | 2 153 000                        | 287,3              | Canary Islands    |      | —     | ES-CN | .es   | Canary Islands      | ісп. Canarias                       |
|  | Мелілья                                         | [ b ]                    | 12          | 86 400                           | 7200               | Мелілья           |      | —     | ES-ML | .es   | Melilla             | ісп. Melilla                        |
|  | Сеута                                           | [ b ]                    | 18,5        | 85 100                           | 4600               | Сеута             |      | —     | ES-CE | .es   | Ceuta               | ісп. Ceuta                          |
|  | Суверенні території Суверенні території Іспанії | [ b ]                    | 0,59        | 0                                | 0                  | Іспанія           |      | ESP   | ES    | .es   | Plazas de soberania | ісп. Plazas de soberanía            |
|  | Гонконг Сянган (Гонконг)                        | Мікродержава             | 1106,4      | 7 500 700                        | 6779,4             | Гонконг           |      | HKG   | HK    | .hk   | Hong Kong           | кит.: 香港, англ. Hong Kong         |
|  | Макао Аоминь (Макао)                            | —                        | 32,9        | 682 800                          | 20 753,8           | Макао             |      | MAC   | MO    | .mo   | Macau               | кит.: 澳門 порт. Macau              |
|  | Бонайре                                         | Кралендейк               | 288         | 20 100                           | 69,8               | Бонайре           |      | BES   | BQ    | .bq   | Bonaire             |                                     |
|  | Саба                                            | Боттом                   | 13          | 1900                             | 146,2              | Саба (острів)     |      | BES   | BQ    | .bq   | Saba                | нід. Saba                           |
|  | Сінт-Естатіус                                   | Ораньєстад               | 21          | 3100                             | 147,6              | Сінт-Естатіус     |      | BES   | BQ    | .bq   | Sint Eustatius      | нід. Sint Eustatius                 |
|  | Азорські Острови Азорські Острови               | Понта-Делгада            | 2322        | 242 800                          | 104,6              | AZO               |      | —     | PT-20 | .pt   | Azores              | порт. Açores                        |
|  | Мадейра                                         | Фуншал                   | 801         | 289 000                          | 360,8              | MDR               |      | —     | PT-30 | .pt   | Madeira             | порт. Madeira                       |
|  | Гваделупа                                       | Бас-Тер                  | 1628        | 395 700                          | 243,1              | Гваделупа         |      | GLP   | GP    | .gp   | Guadeloupe          | фр. Guadeloupe ант. креол. Gwadloup |
|  | Гвіана                                          | Каєнна                   | 83 534      | 294 100                          | 3,5                | Французька Гвіана |      | GUF   | GF    | .gf   | French Guiana       | фр. Guyane гв. креол. Lagwiyann     |
|  | Майотта                                         | Мамудзу                  | 376         | 288 900                          | 768,4              | Майотта           |      | MYT   | YT    | .yt   | Mayotte             | фр. Mayotte, ком. Maore             |
|  | Мартиніка                                       | Фор-де-Франс             | 1128        | 375 050                          | 332,5              | Мартиніка         |      | MTQ   | MQ    | .mq   | Martinique          | фр. Martinique                      |
|  | Реюньйон                                        | Сен-Дені                 | 2512        | 858 450                          | 341,7              | Реюньйон          |      | REU   | RE    | .re   | Reunion             | фр. La Réunion                      |

Нагору

## Невизнані та частково визнані
До країн, що не є суб'єктами міжнародно-правових відносин, мають ніким не визнаний державний статус (або лише окремими країнами), але здійснюють самоврядування на певній території, відносять 7 державних утворень. Частина таких країн є сецесійними, тобто утворення яких відбулось внаслідок дії політичних сепаритиських рухів (Турецька Республіка Північного Кіпру, Косово, Абхазія, Амбазонія, Сомаліленд і Південна Осетія), частина несецесійні (Тайвань, Палестина, Західна Сахара).
|  | Назва Повна офіційна                                       | Столиця   | Площа (км²) | Населення (осіб, 2010—2020 роки) | Густота (осіб/км²) | Прапор             | Герб | На території якої країни утворено | Назва англійською                   | Оригінальна назва                                                        |
|  | ---------------------------------------------------------- | --------- | ----------- | -------------------------------- | ------------------ | ------------------ | ---- | --------------------------------- | ----------------------------------- | ------------------------------------------------------------------------ |
|  | Абхазія Республіка Абхазія                                 | Сухум     | 8655        | 245 000                          | 28,3               | Республіка Абхазія |      | Грузія                            | Abkhazia                            | абх. Аҧсны Аҳәынҭқарра рос. Республика Абхазия                           |
|  | Амбазонія Федеративна Республіка Амбазонія                 | Буеа      | 42 710      | 3 521 000                        | 82,4               | Амбазонія          |      | Камерун                           | Ambazonia                           | англ. Federal Republic of Ambazonia                                      |
|  | Північний Кіпр Турецька Республіка Північного Кіпру (ТРПК) | Лефкоша   | 3355        | 326 000                          | 97,2               | Північний Кіпр     |      | Кіпр                              | Turkish Republic of Northern Cyprus | тур. Kuzey Kıbrıs Türk Cumhuriyeti                                       |
|  | Придністров'я Придністровська Молдавська Республіка (ПМР)  | Тирасполь | 4163        | 476 000                          | 114,3              | Придністров'я      |      | Молдова                           | Transnistria                        | рум. Република Молдовеняскэ Нистрянэ / Republica Moldovenească Nistreană |
|  | Південна Осетія Республіка Південна Осетія                 | Цхінвал   | 3900        | 53 000                           | 13,6               | Південна Осетія    |      | Грузія                            | South Ossetia                       | ос. Хуссар Ирыстон, груз. სამხრეთ ოსეთი, рос. Южная Осетия               |
|  | Сомаліленд Республіка Сомаліленд                           | Харгейса  | 137 600     | 3 500 000                        | 25,4               | Сомаліленд         |      | Сомалі                            | Somaliland                          | сом. Jamhuuriyadda Soomaaliland, араб. جمهورية صوماللاند                 |

## Політична карта світу

Політична карта світу.

### Українською
- Головченко В. І., Кравчук О. Країнознавство: Азія, Африка, Латинська Америка, Австралія і Океанія. — К., 2006. — 335 с. — ISBN 966-8939-04-2.
- Дахно І. І. Країни світу: Енциклопедичний довідник / І. І. Дахно, С. М. Тимофієв. — К. : Мапа, 2011. — 606 с. — (Бібліотека нового українця) — ISBN 978-966-8804-23-6.
- Масляк П. О. Країнознавство. — К. : Знання, 2007. — 292 с. — (Вища освіта XXI століття)
- Країни світу : геогр. положення, рельєф і особливості клімату, грош. одиниця, особливості обміну валюти, пам'ятки, відпочинок та розваги, сувеніри, туристу на замітку : [довідник] / уклад. Н. Попович. — Х. : Клуб Сімейного Дозвілля, 2018. — 238 с. — 26000 прим. — ISBN 978-617-12-4733-8.

### Англійською
- (англ.) The Statesman's Yearbook 2021. — L. : Palgrave Macmillan UK, 2021. — 1381 с. — ISBN 978-1-349-95971-6.

### Російською
- (рос.) Энциклопедия стран мира / глав. ред. Н. А. Симония. — М. : НПО «Экономика» РАН, отделение общественных наук, 2004. — 1319 с. — ISBN 5-282-02318-0.